# Jezioro Łapalickie
Jezioro Łapalickie (kaszub. Łapalëcczé Jezoro) – jezioro rynnowe na Pojezierzu Kaszubskim w powiecie kartuskim (województwo pomorskie). Jezioro położone jest na obszarze Kaszubskiego Parku Krajobrazowego. Wzdłuż wschodniej i południowej linii brzegowej jeziora przebiega linia kolejowa Kartuzy–Lębork (obecnie zawieszona).
Ogólna powierzchnia wynosi 155 ha.
Pierwotnie jezioro nosiło nazwę Garczno, co wiązało się z położonym nad nim, tak jak Łapalice, Garczem. Zapisy Garsno z 1212 r i Gartsno z 1224 r. Jest to podstawa do stwierdzeń, że na miejscu dzisiejszego Garcza lub w najbliższej okolicy stał położony nad jeziorem gród (kasz. gard), który dał nazwę jezioru. We współczesnej kaszubszczyźnie nazwa jeziora brzmiałoby Jezoro Gardzkie / Gôrdczé Jezoro (pol. Jezioro Grodzkie)
Przed 1920 rokiem oficjalna niemiecka nazwa jeziora, od niemieckiej nazwy Łapalic, brzmiała Lappalitzer See.

## Z historii
W 1209 Mestwin I, książę pomorski, oddał jezioro jako uposażenie dla powstającego klasztoru sióstr norbertanek w Żukowie.